# Bianca Knight
Pour les articles homonymes, voir Knight.
Bianca Knight (née le 2 janvier 1989 à Ridgeland) est une athlète américaine, spécialiste du 100 et du 200 mètres.

## Biographie
Bianca Knight se révèle dès l'âge de seize ans en remportant deux médailles lors des Championnats du monde jeunesse 2005 de Marrakech, l'or sur 100 m et l'argent sur 200 m. En 2007, elle devient championne des États-Unis junior du 200 m, et s'impose sur la même distance lors des Jeux panaméricains juniors.
Étudiante à l'Université du Texas, elle remporte les Championnats NCAA en salle 2005 en 22 s 40, établissant le meilleur temps pour une athlète junior dans cette compétition. Passant professionnelle cette même année, elle ne parvient pas à se qualifier pour les Jeux olympiques de Pékin après une cinquième place obtenue lors des Trials de Eugene. 
En 2011, Bianca Knight gagne le 200 m du meeting Golden Gala de Rome, en 22 s 64, avant d'établir un nouveau record personnel sur la distance quelques jours plus tard lors de la Prefontaine Classic d'Eugene en 22 s 35. Elle remporte par ailleurs l'étape de la Ligue de diamant de Birmingham où elle devance notamment ses compatriotes Marshevet Myers et Carmelita Jeter. Sélectionnée pour les Championnats du monde de Daegu, elle remporte, en tant que première relayeuse, la médaille d'or du 4 × 100 m aux côtés de Allyson Felix, Marshevet Myers et Carmelita Jeter. L'équipe américaine, qui établit la meilleure performance mondiale de l'année en 41 s 56, devance la Jamaïque et l'Ukraine. elle termine deuxième du classement général de la Ligue de diamant, derrière Carmelita Jeter.

### Titre olympique et record du monde du relais 4 × 100 m
En août 2012, lors des Jeux olympiques de Londres, Bianca Knight remporte la médaille d'or du relais 4 × 100 m aux côtés de Tianna Madison, Allyson Felix et Carmelita Jeter. L'équipe des États-Unis, qui devance la Jamaïque et l'Ukraine, établit le temps de 40 s 82 et améliore de 59/100e le vieux record mondial de la discipline détenu depuis la saison 1985 par le relais de la République démocratique allemande (Silke Gladisch, Sabine Rieger, Ingrid Auerswald et Marlies Göhr).

## Palmarès
| Date | Compétition                    | Lieu             | Résultat | Épreuve   | Performance   |
| ---- | ------------------------------ | ---------------- | -------- | --------- | ------------- |
| 2005 | Championnats du monde jeunesse | Marrakech        | 1re      | 100 m     | 11 s 38       |
| 2005 | Championnats du monde jeunesse | Marrakech        | 2e       | 200 m     | 23 s 33       |
| 2011 | Championnats du monde          | Daegu            | 1re      | 4 × 100 m | 41 s 56       |
| 2011 | Ligue de diamant               | Ligue de diamant | 2e       | 200 m     | détails       |
| 2012 | Jeux olympiques                | Londres          | 1re      | 4 × 100 m | 40 s 82       |
| 2014 | Relais mondiaux                | Nassau           | 1re      | 4 × 200 m | 1 min 29 s 45 |

## Records
| Épreuve | Performance | Lieu   | Date       |
| ------- | ----------- | ------ | ---------- |
| 100 m   | 11 s 07     | Eugene | 27/06/2008 |
| 200 m   | 22 s 35     | Eugene | 26/06/2011 |